# Anua pygospila
Anua pygospila är en fjärilsart som beskrevs av Pieter Cornelius Tobias Snellen 1880. Anua pygospila ingår i släktet Anua och familjen nattflyn. Inga underarter finns listade i Catalogue of Life.